# 西姆斯号驱逐舰
15°10′00″S 158°05′00″E / 15.1667°S 158.0833°E
辛姆斯号驱逐舰（英語：USS Sims，舷号：DD-409），是美國海軍于第二次世界大战前建造的一艘辛姆斯级驱逐舰，其舰名取自推动美国海军现代化的威廉·索登·西姆斯海军上将。辛姆斯号服役生涯短暂，1942年5月7日，她在护送尼奥绍号舰队油料补给舰时被日军侦察机发现，随后两舰遭到三波合计60余架飞机的空袭，最终该舰仅有13名船员回到美国本土。
辛姆斯号由上将的遗孀冠名，于1937年7月15日在缅因州巴斯的巴斯钢铁厂铺设龙骨，最终于1939年4月8日下水。1939年8月1日，该舰正式服役，交由威廉·亚瑟·格里斯沃尔德（William Arthur Griswold）少校指挥。

## 设计与装备
西姆斯级驱逐舰的主体构造与班汉级驱逐舰类似，但在其基础上改进了舰体流线结构和武器布局，使其在2具西屋电气蒸汽涡轮机的推进下最高能够达到37节航速。该级驱逐舰早期搭载有5座单装5英寸38倍径主炮、2座四联装21英寸鱼雷发射管和4座.50机枪，但其中一座主炮随后因稳心过高问题而被拆除，随着战事进展，西姆斯级的防空火力和反潜装备也得到过加强。此外，该级驱逐舰还搭载有多种当时较为先进的技术，使其在续航、火炮准度等方面相较于过往船型有了一定程度的提高。

## 服役历史

### 美国参战前

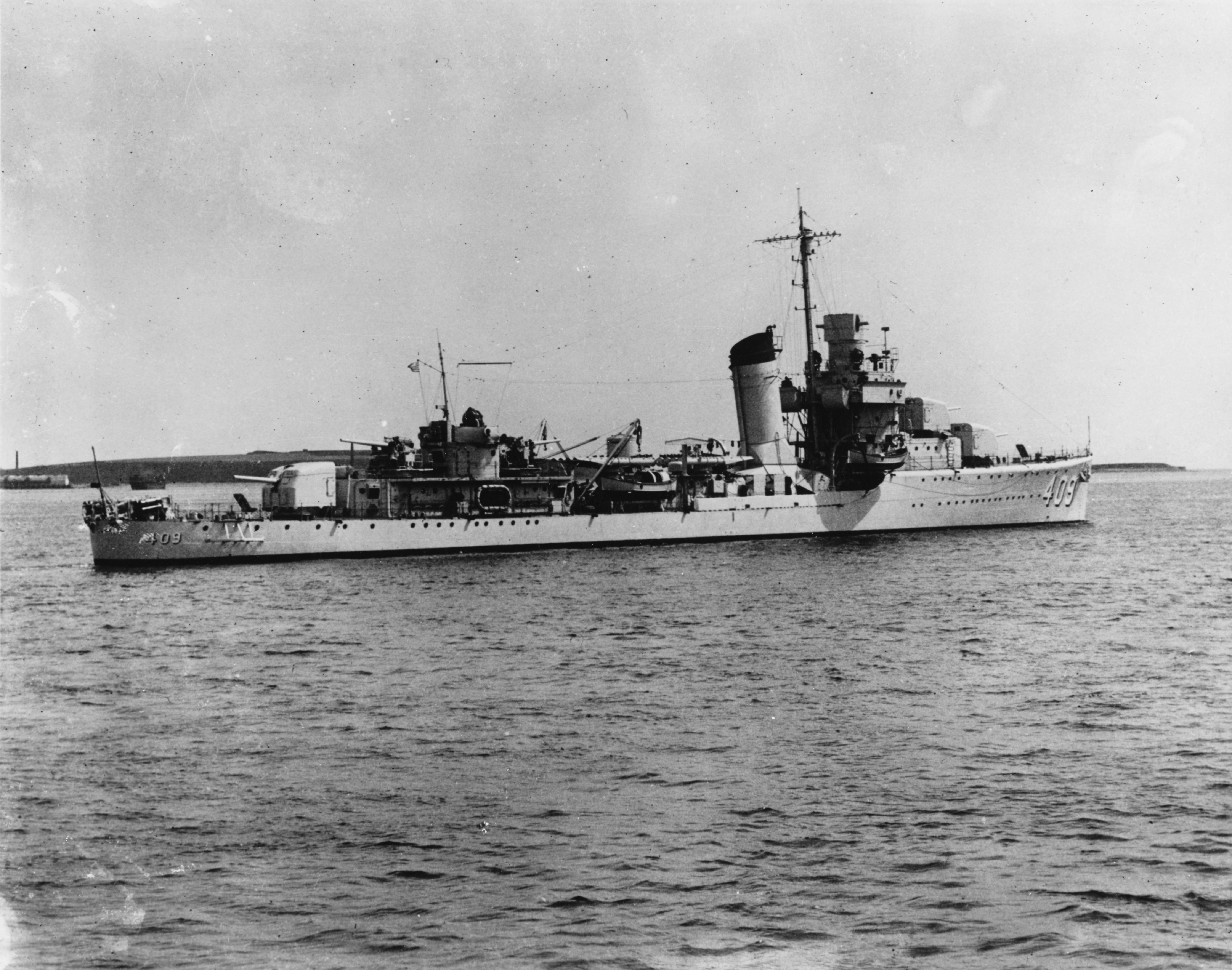
1940年5月9日，辛姆斯号位于波士顿海军造船厂外，可以注意到包括中部主炮塔、鱼雷发射管布局等在内的早期型号特征。

正式服役后，辛姆斯号先后在加勒比地区与波士顿海军造船厂进行试航与参数调整，随后于1940年8月2日前往弗吉尼亚州诺福克加入大西洋舰队。之后，她被分配至第2驱逐舰中队并与舰队一起前往加勒比海和南大西洋海域执行中立巡逻行动。1940年11月至12月，辛姆斯号在马提尼克岛附近巡逻。次年5月28日，她结束巡逻任务返回罗德岛州的新港，短暂休整以准备新的行动。7月28日，她跟随美国特遣舰队前往冰岛，并于8月在通往冰岛的航道上巡逻。9月至10月，她执行了两次北大西洋巡逻。

### 第二次世界大战
随着1941年12月7日战争爆发，第2驱逐舰中队被编入第17特遣舰队，掩护约克城号航空母舰。1941年12月16日，特遣舰队从诺福克启程前往加利福尼亚州的圣地亚哥。随后，她又作为海军陆战队护航舰队的一员与运输舰一起前往萨摩亚，并于1942年1月23日抵达目的地。
当时，盟军指挥部认为日本会袭击萨摩亚以切断盟军与澳大利亚的联系。为了处置这一危机，美军计划使用航空母舰对日本在馬紹爾群島的基地发动攻击。约克城号所在特遣部队将袭击米利環礁、賈盧伊特環礁和馬金群島，另一支以企业号为核心的舰队将前往袭击瓜加林環礁、沃杰环礁以及馬洛埃拉普環礁。辛姆斯号掩护第17特遣舰队于1月25日离开萨摩亚。1月28日11时许，她发现了一架日军轰炸机。11时14分，4枚航空炸弹在驱逐舰后方约1,500碼（1,400）处爆炸。第二天，两支航空母舰舰队和轰炸机编队对这些岛屿发动了袭击并顺利撤退。
辛姆斯号随第17特遣舰队于2月16日从珍珠港出发袭击威克島。出发后不久，舰队收到命令转向前往阿巴里靈阿環礁，防止其被日军占领进而威胁檀香山到新喀里多尼亞的航线。到3月初，日军已经占领了新幾內亞北部海岸的莱城和薩拉毛亞。为了保障航线的安全，3月10日，列克星敦号和约克城号对这一区域发起了航空袭击。辛姆斯号跟随一支由巡洋舰与驱逐舰组成的舰队留在路易西亞德群島的羅塞爾島附近，保护航母免受敌军水面舰艇的攻击。随后，辛姆斯号继续在新喀里多尼亚-汤加群岛海域进行任务。

#### 珊瑚海海战
1942年4月下旬，日本组建了一支舰队前往支援陆军在澳大利亚北部的行动。这支舰队包括一个掩护图拉吉和莫尔斯比港登陆部队的集群和前往珊瑚海袭击盟军运输部队的攻击舰队。其中，日军航空母舰祥凤号隶属于掩护舰队，而翔鹤号、瑞鹤号则隶属于高木武雄海军中将指挥的攻击舰队。美国舰队则被分为以列克星敦号和约克城号为核心的特遣舰队，其中，辛姆斯号被命令护送尼奥绍号舰队油料补给舰。特遣舰队于5月5日至6日加油，随后尼奥绍号在辛姆斯号的护送下继续前往下一个加油点。
5月7日上午，日本攻击舰队的一架侦查机发现了这艘油轮和驱逐舰，并将其作为航母和巡洋舰报告给高木中将，随后高木下令发动全面进攻。09时30分，15架高空轰炸机首先对这两艘船发动了空袭，但没有造成损伤。10时38分，又有10架日军飞机对驱逐舰发动了袭击，但通过机动辛姆斯号躲过了投下的9枚炸弹。第三轮空袭对于这两艘舰艇而言是毁灭性的，36架九九式艦上轟炸機席卷而来，很快，尼奥绍号就被7枚炸弹直接命中，并被1架坠毁的飞机撞击，舰船受损严重并开始燃烧。
辛姆斯号也遭到了来自四面八方的攻击。虽然船员们尽其所能保护驱逐舰，三枚550磅（250）炸弹还是击中了驱逐舰，其中的两枚在引擎室内爆炸，造成了极其严重的损伤，几分钟后，辛姆斯号的中部就开始弯曲并逐渐下沉。当辛姆斯号的残骸漂浮时，舰体又发生了一次巨大的爆炸，将船只剩余部分抬离水面近15英尺（4.6）。首席信号兵罗伯特·詹姆斯·迪肯在一艘受损的救生艇上救起了其他15名幸存者，他们一直在尼奥绍号的残骸边等待，直到5月11日亨雷号驱逐舰抵达将他们救起。事后统计，全舰仅有13名船员得以回到美国本土。
辛姆斯号于1942年6月24日从美国海军除籍。

## 荣誉
辛姆斯号在二战中获得了两颗战斗之星，获得荣誉的相关战斗与时间如下：
| 战役或行动                      | 日期              |
| ------------------------------- | ----------------- |
| 马绍尔群岛-吉尔伯特群岛海域突袭 | 1942年2月1日      |
| 珊瑚海海战                      | 1942年5月4日至8日 |

## 历任舰长
| 姓名       | 译名                   | 军衔 | 任职时间                         |
| ---------- | ---------------------- | ---- | -------------------------------- |
|            | 威廉·亚瑟·格里斯沃尔德 | 少校 | 1939年8月1日                     |
|            | 威尔福德·米尔顿·海曼   | 少校 | 1941年10月6日-1942年5月7日（ †） |
| 参考文献： |                        |      |                                  |